# Oestrophasia clausa
Oestrophasia clausa là một loài ruồi trong họ Tachinidae.